# Herøysund
Herøysund este o localitate din comuna Kvinnherad, provincia Hordaland, Norvegia, cu o suprafață de 0,48 km² și o populație de 486 locuitori (2013).